# Salón de la Fama del fútbol italiano
El Salón de la Fama del fútbol italiano (en italiano: Hall of Fame del calcio italiano), promovido por la Federación Italiana de Fútbol, forma parte del Museo del Calcio en Florencia, Italia. Su objetivo es promover el patrimonio, historia, cultura y valores del fútbol en Italia. Desde 2011 cada año se agregan nuevos miembros al salón de la Fama divididos en categorías: futbolista italiano, entrenador italiano, veterano italiano, jugador extranjero, árbitro italiano, dirigente italiano y honor póstumo. En 2014 se agregó la categoría futbolista femenina italiana. En 2018, el Premio al Juego Limpio fue agregado en honor al fallecido Davide Astori, además se agregó un Premio Especial.

## Ediciones por año
| Año  | futbolista italiano  | entrenador italiano           | veterano italiano   | árbitro italiano                           | dirigente italiano  | jugador extranjero   | futbolista femenino | honor póstumo | premio al juego limpio Davide Astori | premio especial |
| ---- | -------------------- | ----------------------------- | ------------------- | ------------------------------------------ | ------------------- | -------------------- | ------------------- | --- | ------------------------------------ | --------------- |
| 2011 | Roberto Baggio       | Marcello Lippi, Arrigo Sacchi | Luigi Riva          | Pierluigi Collina                          | Adriano Galliani    | Michel Platini       | No entregado        | Ottorino Barassi, Enzo Bearzot, Fulvio Bernardini, Giovanni Ferrari, Artemio Franchi, Giovanni Mauro, Giuseppe Meazza, Silvio Piola, Vittorio Pozzo, Gaetano Scirea, Ferruccio Valcareggi | No entregado                         | No entregado    |
| 2012 | Paolo Maldini        | Giovanni Trapattoni           | Dino Zoff           | Luigi Agnolin, Paolo Casarin               | Giampiero Boniperti | Marco van Basten     | No entregado        | Concetto Lo Bello, Valentino Mazzola, Nereo Rocco, Angelo Schiavio | No entregado                         | No entregado    |
| 2013 | Franco Baresi        | Fabio Capello                 | Gianni Rivera       | Sergio Gonella, Cesare Gussoni             | Massimo Moratti     | Gabriel Batistuta    | No entregado        | Eraldo Monzeglio | No entregado                         | No entregado    |
| 2014 | Fabio Cannavaro      | Carlo Ancelotti               | Sandro Mazzola      | Stefano Braschi                            | Giuseppe Marotta    | Diego Maradona       | Carolina Morace     | Giacomo Bulgarelli, Carlo Carcano, Ferruccio Novo | No entregado                         | No entregado    |
| 2015 | Gianluca Vialli      | Roberto Mancini               | Marco Tardelli      | Roberto Rosetti                            | Corrado Ferlaino    | Ronaldo              | Patrizia Panico     | Umberto Agnelli, Giacinto Facchetti, Helenio Herrera | No entregado                         | No entregado    |
| 2016 | Giuseppe Bergomi     | Claudio Ranieri               | Paolo Rossi         | No entregado (Revocado de Graziano Cesari) | Silvio Berlusconi   | Paulo Roberto Falcão | Melania Gabbiadini  | Giulio Campanati, Cesare Maldini, Nils Liedholm | No entregado                         | No entregado    |
| 2017 | Alessandro Del Piero | Osvaldo Bagnoli               | Bruno Conti         | Not awarded                                | Sergio Campana      | Ruud Gullit          | Elisabetta Vignotto | Stefano Farina, Italo Allodi, Renato Dall'Ara, Azeglio Vicini, Árpád Weisz | No entregado                         | No entregado    |
| 2018 | Francesco Totti      | Massimiliano Allegri          | Giancarlo Antognoni | Nicola Rizzoli                             | Antonio Matarrese   | Javier Zanetti       | Milena Bertolini    | Amedeo Amadei, Giuseppe Viani | Igor Trocchia                        | Gianni Brera    |
| 2019 | Andrea Pirlo         | Carlo Mazzone                 | Gabriele Oriali     | Alberto Michelotti                         | Antonio Percassi    | Zbigniew Boniek      | Sara Gama           | Pietro Anastasi, Luigi Radice | Mattia Agnese, Romelu Lukaku         | Not awarded     |